# XY (revista)
XY fue una revista gay juvenil publicada en los Estados Unidos desde 1996 hasta 2007. Su nombre era una referencia a los cromosomas XY. La revista cerró en 2007 y el sitio web en 2009. Muchos integrantes del personal original fundaron la revista B Magazine.

## Origen
XY fue fundada por Peter Ian Cummings en San Francisco en 1996, y se trasladó a San Diego en 2001, luego a West Hollywood en 2004 y por último a Ciudad de Nueva York en 2007. Llegó a emitir 4 publicaciones al año.[cita requerida]
La revista contenía artículos sobre política y cultura, imágenes, cartas de lectores, incluso cómics como Tough Love por Abby Denson y Joe Boy por Joe Phillips.
XY es una revista glamorosa y colorida, bimestral, fotógrafos originales, honestidad en política y cultura, películas, música y literatura, contribuciones al lector, ayuda para muchos jóvenes y adolescentes gais con un oscuro sentido del humor.
Desde el inicio en 1996 al 2007, se publicaron 49 revistas. En la última publicación (a principios del invierno de 2008), el editor fundador, Peter Ian Cummings, anunció el cierre de la revista por cuestiones personales, y los inversionistas buscaron nuevo personal para producirla.
Después de una exhaustiva búsqueda no encontraron inversionistas y compradores. En 2010, Cummings se declaró en bancarrota. Durante la quiebra, la División de Privacidad de la Comisión Federal de Comercio (CFC), una agencia reguladora federal ordenó un suscriptor y xy.com tuvo que ser destruida para proteger a los usuarios.

## Ediciones especiales
La revista ha emitido publicaciones especiales:
- Dos ediciones de "Survival Guide": Eran ediciones más serias que trataban sobre la conciencia juvenil sobre el suicidio gay, fue ilustrado por Abby Denson.
- "Lo mejor de XY": contenía lo mejor de la revista, seleccionado por editores, contribuyentes y lectores.
- "XY: Fotos": contenía las mejores fotos de la revista.
- "XY: Fotos 1996 + 2007": contenía fotos adicionales, nunca publicadas.

### XYFoto
La revista lanzó una edición especial en 2003 con solo fotografías. Fue impresa en papel mate y contenía material erótico (no pornográfico) con imágenes de jóvenes masculinos. Varias publicaciones estaban centradas en distintas ciudades o estados. Se publicaron ocho números, cada uno a cargo de un fotógrafo diferente: Sean Bentz, Adam Raphael, Steven Underhill, Christopher Makos, James Patrick Dawson y Peter Ian Cummings.

#### Website
XY operó la página web xy.com & xymag.com, que contenía el material de la revista.

## Lectores
Cuando se lanzó XY en 1996, de acuerdo a las publicaciones, el promedio de edad de los lectores era de 22, el cual bajó a 18 en 2001, y siguió bajando a menores de 18 pues «los jóvenes estaban saliendo del closet más temprano».

## Controversia
La revista dedicada a un público joven, masculino, gay y bisexual, tuvo problemas con el marketing para atraer a ese público.
Otra controversia en la revista fue el editor, Michael Glatze, quien dejó la revista en 2001, coeditó el especial de Survival Guide en 2003, y en 2007, anunció que ya no se identificaba como gay y denunció a la homosexualidad. Ahora es un cristiano conservador opositor a los derechos de los gais.[cita requerida]
En julio del 2010, la Oficina de Protección al Consumidor de la Comisión Federal de Comercio denegó el requisito de los inversores de XY para obtener la base de datos de la antigua revista XY (1000.000 de suscriptores) y el perfil de la página web xy.com (1.000.000 de suscriptores). Conforme con Cummings y su política de privacidad de la revista y página web, quienes anunciaron que "nunca venderá su lista a nadie", se declaró que tienen prioridad sobre el deseo de los inversores de obtener los datos para su uso no especificado. Muchos de los clientes seguirían siendo menores de edad y estarían con su familia, a pesar, de que lo hacen en su vida privada de especial preocupación. Como resultado de esta advertencia de la Comisión Federal de Comercio, los nombres, direcciones y perfiles en línea se ordenó la destrucción.